# Mana Iwabuchi
Mana Iwabuchi (japanisch 岩渕 真奈 Iwabuchi Mana; * 18. März 1993 in Tokio) ist eine japanische Fußballnationalspielerin, die aktuell beim Arsenal Women FC unter Vertrag steht und von Januar bis Juni 2023 auf Leihbasis für den Ligakonkurrenten Tottenham Hotspur F.C. Women zum Einsatz kommt.

## Karriere

### Vereine
Iwabuchi spielte als Schülerin von 2005 bis 2007 beim NTV Menina, der Fußballmannschaft der Nachwuchsschule des Erstligisten NTV Beleza. 2007 erhielt sie 14-jährig einen Profivertrag bei diesem und absolvierte in sechs Spielzeiten 64 Ligaspiele, erzielte 30 Tore und gewann dreimal die Meisterschaft.
Im Januar 2013 wechselte Iwabuchi zur TSG 1899 Hoffenheim. Die Stürmerin erhielt beim Zweitligisten einen bis zum 30. Juni 2014 gültigen Vertrag, mit einer Ausstiegsklausel im Falle des Nichtaufstiegs. Ihr Debüt in der Bundesliga krönte sie am 8. September 2013 (1. Spieltag) mit ihrem ersten Tor, dem 1:0-Siegtreffer in der 90. Minute gegen den VfL Sindelfingen. Zur Saison 2014/15 verpflichtete sie der FC Bayern München, für den sie am 31. August 2014 (1. Spieltag) beim 1:1-Unentschieden im Heimspiel gegen den 1. FFC Frankfurt debütierte. Das erste Bundesligator für den FC Bayern München erzielte sie am 9. November 2014 (9. Spieltag) beim 4:1-Sieg im Auswärtsspiel gegen den FF USV Jena mit dem Treffer zum zwischenzeitlichen 1:0 in der 18. Minute. 2015 wurde sie mit den Münchnerinnen Deutscher Meister. Der Vertrag mit dem FC Bayern München wurde auf ihren Wunsch, nach Japan zurückzukehren, zum 31. März 2017 aufgelöst. Von 2017 bis 2020 war sie für INAC Kobe Leonessa in der zehn Vereine umfassenden Nadeshiko League Division 1, der höchsten Spielklasse im japanischen Frauenfußball, aktiv. In den vier Spielzeiten, die von März bis Ende Oktober – die letzte Saison bis Ende November – ausgetragen wurden, schloss sie mit ihrer Mannschaft dreimal als Zweitplatzierter und einmal als Drittplatzierter der Meisterschaft ab. Von Januar bis Mai 2021 gehörte sie dem Kader von Aston Villa LFC an. Zur Saison 2021/22 wurde sie vom Arsenal WFC verpflichtet. Für Arsenal spielte sie erstmals in der UEFA Women’s Champions League. Sie wurde in den zwei Qualifikationsspielen zur UEFA Women’s Champions League 2021/22, in denen sie drei Tore schoss, und den sechs Spielen der erstmals ausgetragenen Gruppenphase eingesetzt. Als Zweite hinter Vorjahressieger FC Barcelona, da sie den direkten Vergleich gegen die punktgleiche TSG 1899 Hoffenheim mit 4:0 und 1:4 gewonnen hatten, erreichten sie das im März 2022 stattfindende Viertelfinale. Seit Januar spielt sie auf Leihbasis die Rückrunde der Saison 2022/23 für den Ligakonkurrenten Tottenham Hotspur WFC.

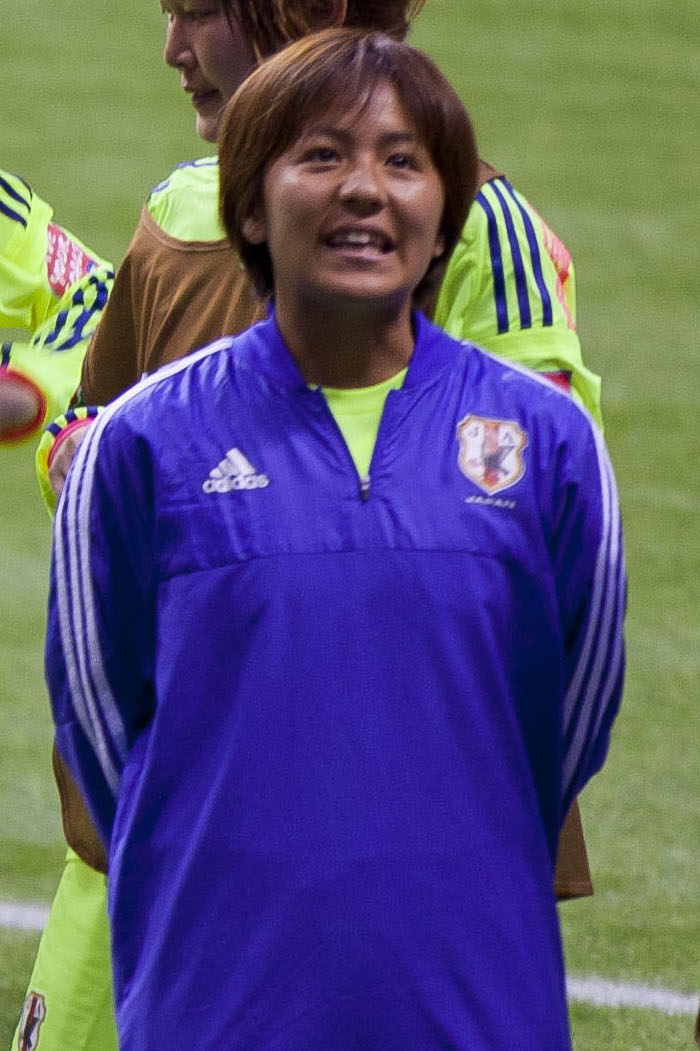
Aufnahme vom 12. Juni 2015
vor dem WM-Spiel gegen Kamerun

### Nationalmannschaft
Iwabuchi begann ihre internationale Karriere im Jahr 2008, als sie im Alter von nur 15 Jahren mit der U-17-Nationalmannschaft an der Weltmeisterschaft in Neuseeland teilnahm. Sie wurde mit dem Goldenen Ball als beste Spielerin des Turniers ausgezeichnet.
2010 nahm sie an der vom 13. Juli bis 1. August ausgetragenen U-20-Weltmeisterschaft in Deutschland teil, bestritt alle drei Gruppenspiele und schied mit ihrer Mannschaft als Drittplatzierte der Vorrundengruppe aus dem Turnier aus.
Sie absolvierte ihr erstes Länderspiel für die A-Nationalmannschaft am 6. Februar 2010 bei der Ostasienmeisterschaft gegen die Auswahlmannschaft Chinas und holte bei der Meisterschaft ihren ersten Titel. Ihre ersten Länderspieltore erzielte sie am 11. Februar 2010 gegen die Nationalmannschaft Taiwans als ihr zwei Tore gelangen. Bei der Weltmeisterschaft 2011 in Deutschland bestritt sie fünf von sechs Turnierspielen. Im Finale, das ihre Mannschaft mit 3:1 im Elfmeterschießen gewann, wurde sie beim Stand von 2:2 gegen die Vereinigten Staaten in der 119. Minute für Karina Maruyama eingewechselt.
Iwabuchi gehörte auch dem Kader für das olympische Fußballturnier 2012 an. Sie kam im torlosen zweiten und dritten Gruppenspiel gegen die Nationalmannschaft Schwedens und Südafrikas und im mit 1:2 verlorenem Finale gegen die Nationalmannschaft der Vereinigten Staaten zum Einsatz.
2015 gehörte sie zum Kader für die WM in Kanada. Sie wurde im letzten Gruppenspiel gegen Ecuador erstmals eingewechselt und dann auch in allen Spielen der Finalrunde. Im Viertelfinale gegen die Nationalmannschaft Australiens erzielte sie 15 Minuten nach ihrer Einwechslung den 1:0-Siegtreffer. Im Finale kam sie erst nachdem es bereits 2:5 stand zum Einsatz und scheiterte dann bei den letzten japanischen Angriffsbemühungen immer wieder an der körperlich überlegenen US-amerikanischen Abwehr.
Beim Qualifikationsturnier für die Olympischen Spiele 2016 hatten die Japanerinnen Heimrecht, konnten diesen aber nicht nutzen und wurden nur Dritte. Mana war dabei mit drei Toren beste Torschützin ihrer Mannschaft.
Bei der Ostasienmeisterschaft 2017 erzielte sie ein Tor und wurde mit ihrer Mannschaft Zweite.
Mit der Nationalmannschaft nahm sie an der vom 6. bis 20. April 2018 in Jordanien ausgetragenen Asienmeisterschaft teil. Sie bestritt alle fünf Turnierspiele, einschließlich des mit 1:0 gewonnenen Finales gegen die Nationalmannschaft Australiens. Mit zwei Toren trug sie zur Titelverteidigung ihrer Mannschaft bei und qualifizierte sich damit für die WM 2019 in Frankreich. Bei der WM wurde sie in den drei Gruppenspielen, in denen sie ihre Mannschaft beim 2:1-Sieg gegen WM-Neuling Schottland in Führung brachte, und im mit 1:2 gegen Europameister Niederlande verlorenen Achtelfinale eingesetzt.
Im Dezember 2019 gewannen die Japanerinnen die Ostasienmeisterschaft, bei der sie mit fünf Toren Torschützenkönigin war.
Auch beim SheBelieves Cup 2020, bei dem die Japanerinnen alle drei Spiele verloren, war sie mit zwei Toren zusammen mit drei anderen Spielerinnen beste Torschützin.
Für das wegen der COVID-19-Pandemie erst vom 21. Juli bis 7. August 2021 in Japan stattgefundene olympische Fußballturnier 2020 wurde sie für den Nationalmannschaftskader nominiert. Sie kam in den drei Gruppenspielen, bei denen sie das Tor zum 1:1-Endstand gegen den späteren Olympiasieger Kanada schoss, und im mit 1:3 gegen den späteren Silbermedaillengewinner Schweden verlorenen Viertelfinale zum Einsatz.
Für die Asienmeisterschaft im Januar 2022 wurde sie dann wieder berücksichtigt. Hier saß sie zunächst nur im dritten Gruppenspiel auf der Bank. Im Viertelfinale gegen Thailand stand sie in der Startelf, konnte aber in der 15. Minute einen Strafstoß zum möglichen 1:0 nicht verwandeln. Zur zweiten Halbzeit wurde sie beim Stand von 2:0 ausgewechselt. Am Ende siegten die Japanerinnen mit 7:0, wodurch sie sich nicht nur für das Halbfinale, sondern auch für die WM 2023 als erste Mannschaft nach den Gastgeberinnen qualifizierten. Im Halbfinale, das im Elfmeterschießen gegen China verloren wurde, wurde sie in der 64. Minute ausgewechselt.

## Erfolge
Nationalmannschaft
- Ostasienmeisterschaft 2010
- Weltmeisterin 2011
- Zweite der Weltmeisterschaft 2015
- Asienmeisterin 2018
- Olympische Silbermedaille 2012
- Ostasienmeisterschaft 2019

Vereine
- Deutsche Meisterschaft 2015, 2016
- Japanische Meisterschaft 2007, 2008, 2010